# إيفون بيترويس
إيفون بيترويس (بالفرنسية: Yvonne Pitrois) هي كاتبة وصحفية وناشطة فرنسية وُلِدت في 18 مارس 1880 في باريس، فرنسا، وتوفيت في 7 ديسمبر 1937 في باريس. عُرفت بدفاعها عن حقوق الصم والمجتمعات المهمشة، وكانت نفسها صماء، ما جعلها صوتًا بارزًا لهذه الفئة في المجتمع الفرنسي خلال أوائل القرن العشرين.

## حياتها ومهنته
نشأت بيترويس في عائلة بورجوازية وفقدت سمعها في سن مبكرة. رغم العقبات، تابعت دراستها وبدأت بالكتابة في الصحف والمجلات، حيث ركزت مقالاتها على قضايا ذوي الإعاقة وخاصة الصم، إضافة إلى قضايا النساء.
ألّفت عدة كتب ومقالات حول حياة وتجارب الصم، وساهمت في رفع الوعي العام بحقوقهم الاجتماعية والثقافية. كما شاركت في مؤتمرات دولية لتمثيل قضايا الإعاقة.

## أبرز مؤلفاتها
- Les Sourds-Muets (الصم البكم) – دراسة حول حياة وتعليم الصم. - Les Femmes Sourdes-Muettes à travers les âges (النساء الصم عبر العصور) – تحليل لدور النساء الصم في المجتمع والتاريخ. - مقالات متعددة في الصحف الفرنسية مثل Le Petit Journal وLa Fronde حول قضايا النساء وذوي الإعاقة.

## اقتباسات مشهورة
- «ليس الصمم هو الإعاقة الكبرى، بل الصمت المفروض علينا من المجتمع.»
- «علينا أن نصغي بقلوبنا، لا بآذاننا.»
- «للصم الحق في التعلم، في الحلم، وفي أن يُسمَع صوتهم.»

## إرثها
تُعتبر بيترويس من الشخصيات الرائدة في الدفاع عن حقوق الصم في فرنسا، وأثّرت أعمالها في تحسين ظروف تعليمهم ومشاركتهم المجتمعية. لا تزال كتاباتها تُدرَس اليوم في سياق دراسات الإعاقة والتاريخ الاجتماعي.